# アンドレアス・グリューフィウス

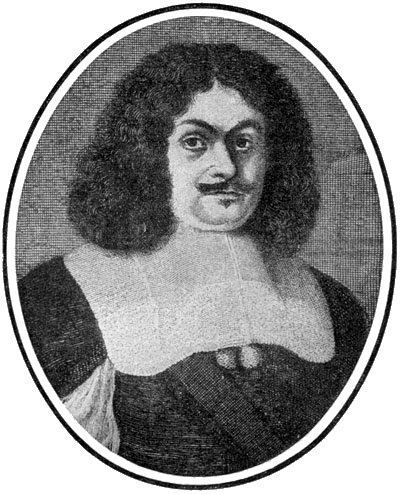
アンドレアス・グリューフィウス

アンドレーアス・グリューフィウス（Andreas Gryphius, 1616年10月2日 - 1664年7月16日）は、バロック期を代表するドイツの詩人・劇作家。三十年戦争を背景として無常観・厭世観に基いた作品を残した。

## 生涯
アンドレアス・グリューフィウスは1616年10月2日、シュレジエンのグローガウ Glogau（現ポーランド領グウォグフ）で助祭長の末子として生まれた。父を1621年に亡くすと翌年母は再婚したがその母も1628年に亡くなったので、それ以後グリューフィウスは継父と継母のもとで過ごした。
グローガウにも三十年戦争の戦禍が及び、1632年グリューフィウスとその家族は比較的治安の保たれていたフラウシュタット（現ポーランド領ウショワ）に転居する。1634年から1636年まで彼はダンツィヒの学術ギムナジウムに学び、その後準爵士ゲオルク・シェーンボルンの家で家庭教師を務めている。
1638年から約六年間彼はオランダのライデン大学に学び、1644年庇護者シェーンボルンの二人の息子が、そのころの良家の子弟の慣習に従って教養を積むための遍歴旅行に出ると、グリューフィウスもそれに従って、ハーグ、パリ、マルセイユ、フィレンツェ、ローマ、ヴェネツィアなどにあそんだ。その後1647年にフラウシュタットに帰るまでシュトラースブルク大学でも学んだ。彼はこの期間に教養を積み、法学・医学・地理学などを学んだほか、ギリシャ語やラテン語、ヘブライ語などの古典語やフランス語など、10以上の言語を修得したといわれる。
1649年1月12日グリューフィウスはフラウシュタットでロジーナ・ドイッチュレンダーと結婚し、後に四人の息子と3人の娘をもうけている。長男のクリスティアンは成長してから父の作品を編集して出版している。1650年からグリューフィウスはグロガウで領邦等族のための法律顧問として働いた。
1662年ザクセン＝ヴァイマール公ヴィルヘルム4世はグリューフィウスを当時流行していた国語浄化協会の一つ「結実結社」（Fruchtbringende Gesellschaft）のメンバーに迎えた。ケーテン（アンハルト）にある会員名簿には会員番号778番として彼の名前が記されている。グリューフィウスがここで名乗った会員名は「不滅の人」、そのモットーは「見えない力のおかげ」だった。彼の紋章もこの言葉にちなんで両手を頭上に掲げて祈る人の図案になっている。

## 作品

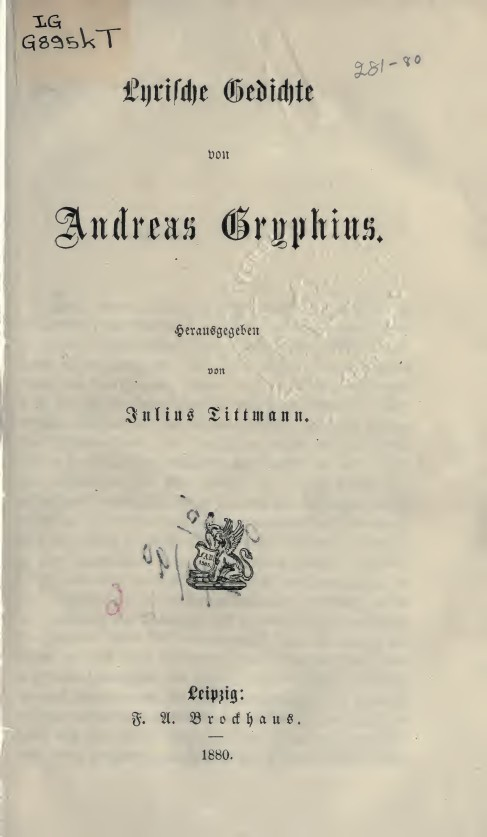
Lyrische Gedichte (1880)

グリューフィウスは、三十年戦争を背景としたドイツにおけるモラルの荒廃とそれへの嘆きを常に彼の悲劇と詩のテーマとしていた。その底にあるのは現世への絶望と無常観、そして死後にのみ平安を見出そうとする厭世的な人生観である。これはバロック時代を通じて一般的な時代精神であり、ラテン語ではヴァニタス（虚栄・無意味）と呼ばれている。
1637年グリューフィウスは最初のソネット詩集『リッサー・ソネッテン』を発表しているが、すでにこの詩集において『全ては虚栄』と題する詩があり、全体的にヴァニタスの雰囲気に満ちている。1639年に発表した『日曜祭日ソネット集』は頌歌と警句集も含んでいるが、マルティン・オーピッツの著したドイツ最初の文学理論書『ドイツ詩学の書』で規則化されたアレクサンドリーナー詩形からも強い影響を受けている。最も有名な『祖国の涙 1638年』でグリューフィウスは、戦争によって失われたのは財産ばかりではなく、本当に損なわれたのは人々の心であると嘆いているが、このような嘆きとともに発せられる反戦的メッセージは現代においても強い影響を保ち続けている。
劇作家としてグリューフィウスはバロック時代のドイツ語による芸術演劇の基礎を築き、それはシュレジエン芸術劇と呼ばれている。彼の手になる悲劇としてドイツ演劇に大きな影響を与えたのが『レオ・アルメニウス　または君主の死』(1647-1648年）であり、この殉教と暴君の死を題材にした悲劇は、その後規範となる五幕構成と場の転換を持つことや、古代ギリシャ演劇に倣ってストーリーをアレゴリー化したりまとめたりする内容のコーラスを持っていることに大きな形式的特徴がある。
彼の悲劇にはこの他に『カタリナ・フォン・ゲオルギーン または守られた誠実』『暗殺された王 またはカロルス・ストゥアルドゥス』『高潔な学者 または死にゆくエーミリウス・パウルス・パピニアヌス』などがあるが、今日ではほとんど上演されない。架空の朗読会を描いたギュンター・グラスの小説『テルクテの出会い』の中には、まだ医学生のグリューフィウスがテルクテにやってきて、『レオ・アルメニウス』を朗読するが長すぎて聴衆が居眠りしてしまう場面がある。
またグリューフィウスは喜劇も書いており、イタリアの即興劇に影響を受けた風刺劇『ホリビリクリブリファックス・トイッチュ　愛人選び』(1647-1650年）がある。「嘲弄劇」といわれる有名な喜劇『不条理喜劇 またはペーター・ゼクヴェンツ』も彼の作と思われるが確実ではない。